# 仔羊のいる聖家族
『仔羊のいる聖家族』（こひつじのいるせいかぞく、西: Sagrada Familia del cordero、英: The Holy Family with a Lamb）は、ラファエロ・サンティによる板上の油彩画である。「RAPHAEL URBINAS」と署名されており、1507年ごろに制作された。作品はマドリードのプラド美術館に所蔵されている。
この作品の最初の所有者は知られいていないが、1703年にローマのファルコニエリ・コレクションにあったことが知られている。その後すぐにスペインの王室コレクションに入ったが、1724年にイタリアの画家カルロ・マラッタがフェリペ5世のために購入したラファエロの『エジプトへの逃避途上の休息』が本作にあたるとみなす研究者もいる。実際、本作の画面中景左側には、聖家族のエジプトへの逃避の情景が描かれている。作品はおそらく18世紀にエル・エスコリアル修道院に移され、1837年に王室のコレクションとともにプラド美術館に入った。
オックスフォードのアシュモレアン博物館には、準備素描が残っている。数多くの古いコピーからも明らかなように、この作品は非常な成功を収めた。

## 作品
聖母マリアと幼児イエス・キリストのモティーフの新しい構成を考えることは、16世紀初頭におけるレオナルド・ダ・ヴィンチ、ミケランジェロ、ラファエロの3巨匠の主要関心事であった。ミケランジェロは『聖家族』 (ウフィツィ美術館) に見られるように、幼い洗礼者ヨハネだけでなく聖ヨセフも加えた。一方、レオナルドは『聖アンナと聖母子』 (ルーヴル美術館) に聖アンナを加えている。ラファエロは、本作や『聖母子と髭のない聖ヨセフ』 (エルミタージュ美術館) にミケランジェロ同様、聖ヨセフを加えている。
本作では、傾斜した丘、小さな木、人間の存在の兆候が点在する魅惑的な田園風景の中で、聖家族は横方向にピラミッド型の構図を形成している。構成上、聖アンナと聖母子、仔羊を描いたレオナルドの現存しない素描 (複製がジュネーヴの個人コレクションにある) に着想を得ているが、レオナルド作品の聖アンナは、本作では聖ヨセフに取って代わられている。左下の仔羊の上に幼子イエスが乗り、聖母マリアはキリストを仔羊から引き離そうとしている。聖ヨセフは聖母の後ろで杖を握り、腰を曲げて立っている。X線による調査では、仔羊の位置とイエスの手に変更が加えられたことと、聖ヨセフの背後の木が後に加えられたことが明らかになっている。

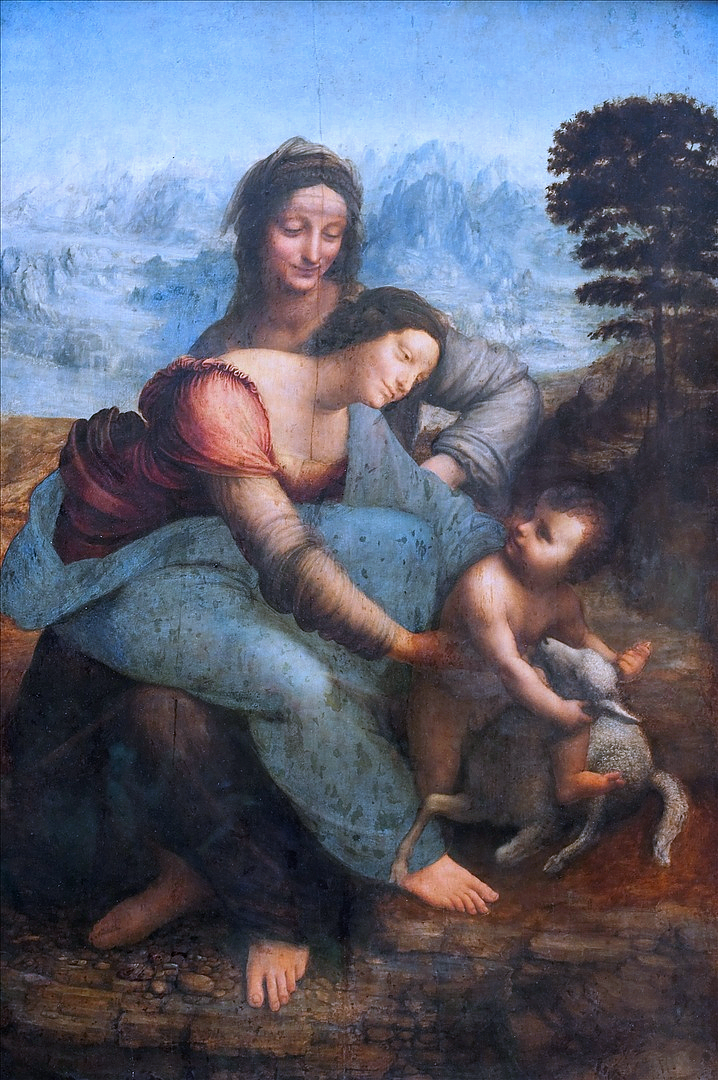
レオナルド・ダ・ヴィンチ『聖アンナと聖母子』(1508年ごろ) ルーヴル美術館、パリ

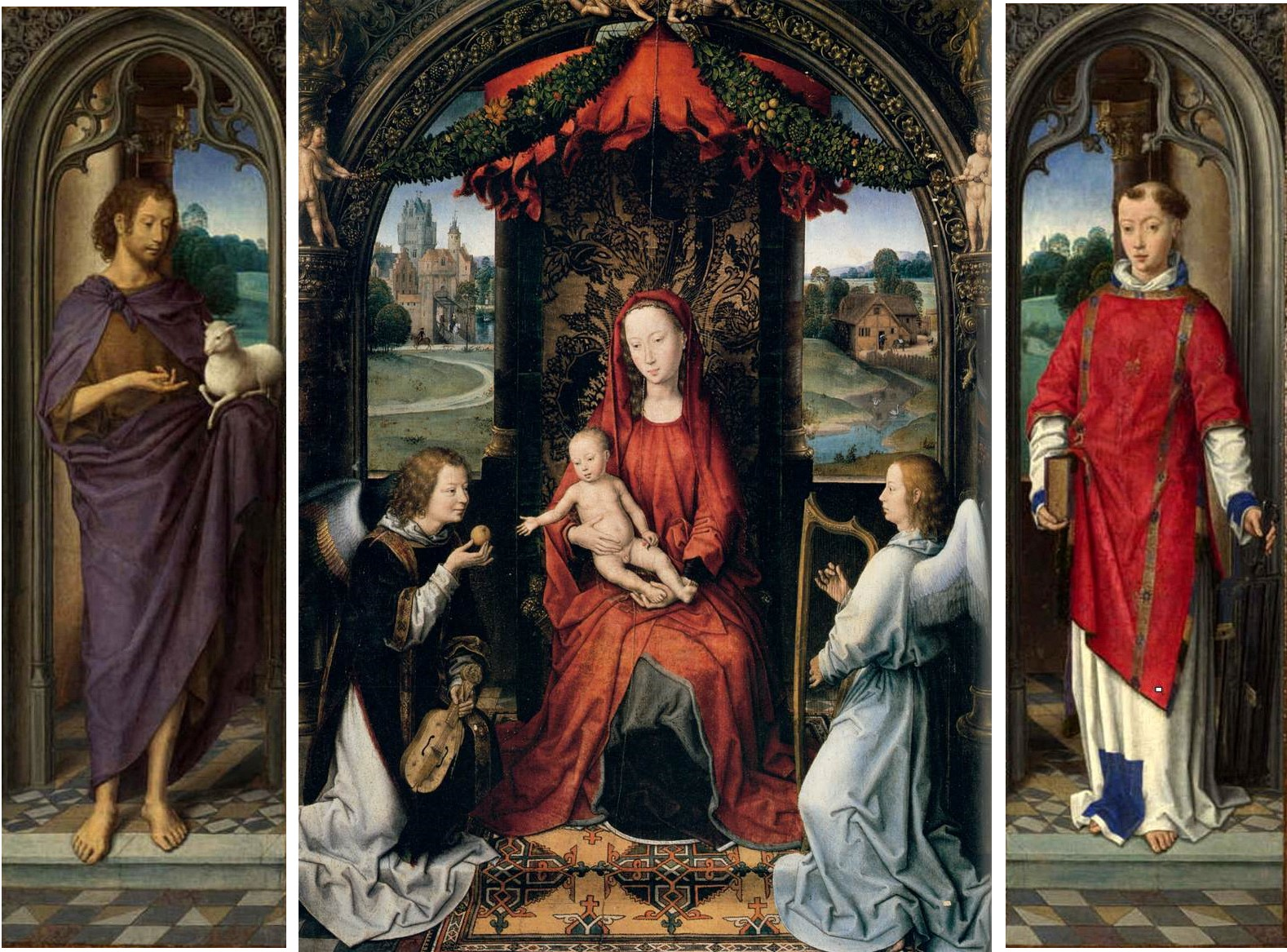
ハンス・メムリンク『パガニョッティ三連祭壇画』(1480年ごろ) ウフィツィ美術館、フィレンツェ

仔羊はキリストの犠牲の象徴であり、レオナルドの『聖アンナと聖母子』などの他の同様の絵画にも描かれている。また、構図の明快さや聖母マリアの顔立ちなど、いくつかの詳細は究極的にはレオナルドの作品を参照している。一方、聖ヨセフの描写にはフラ・バルトロメオの影響も指摘されている。しかし、ラファエロはレオナルドとは異なり、人物の容貌と態度のより明白な自然さ、そして豊かで明るい色彩に対する好みを画面に付与している。さらにキリストの未来の「受難」を示唆しつつ、聖母と聖ヨセフが我が子であるキリストと視線を交わしあうことで聖家族の慈愛に満ちた絆を表している。この点でラファエロは、当時のほかの画家とは一線を画す特質を示しているのである。
風景は、ラファエロの同時代のほかの作品にも見られる建築物に満たされているが、それらはイタリアのものではなく、おそらく北方のエングレービングから採られたものであろう。自然の緻密な描写、とりわけ前景の植物の描写は、若いラファエロが当時フィレンツェにあったハンス・メムリンクの絵画、特に『パガニョッティ三連祭壇画』 (ウフィツィ美術館) を研究していたことを示唆している。